# Moravské Kopanice

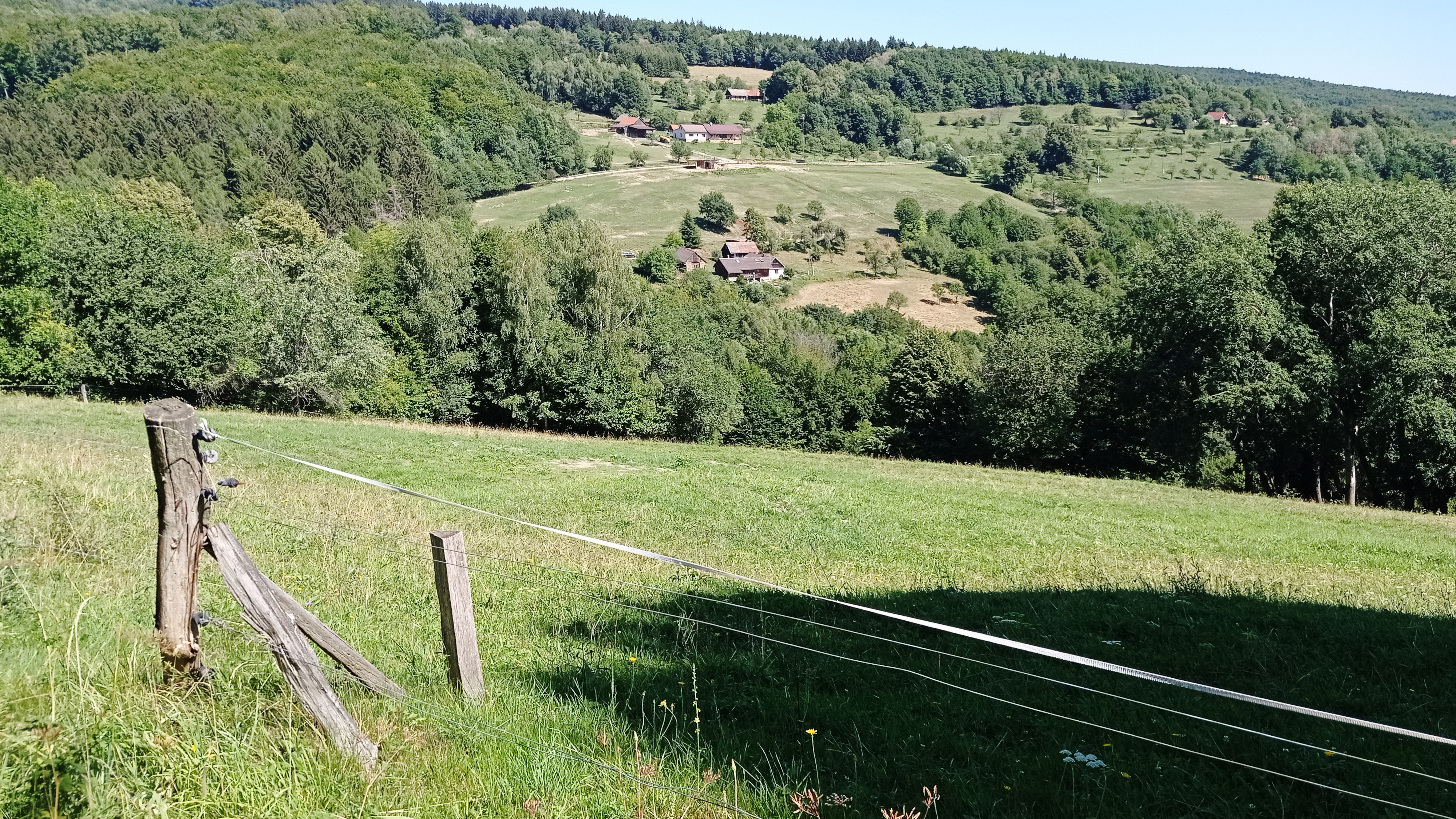
Žítková

Moravské Kopanice jsou oblastí Moravského Slovácka ležící přímo na moravsko-slovenském pomezí. Centrální obcí oblasti je Starý Hrozenkov, tato obec má převážně obvyklou soustředěnou zástavbu. Dále oblast tvoří okolní obce s hodně rozptýleným osídlením: Vápenice, Žítková a Vyškovec. Všechny jmenované obce tradičně spojuje i lidový kroj – patří do oblasti kroje kopaničářského-hrozenkovského. Téměř vždy se ke Kopanicím přiřazuje i Lopeník, z důvodu rozptýleného kopaničářského osídlení. Lopeník patří do oblasti kroje březovského. Kopanice jsou součástí Chráněné krajinné oblasti Bílé Karpaty. V kraji se udržují tradiční řemesla a folklór, dochovalo se mnoho ukázek lidové architektury. Jméno Kopanice dostaly podle toho, že těžko přístupná políčka bylo možné obdělávat jen kopáním motykou.

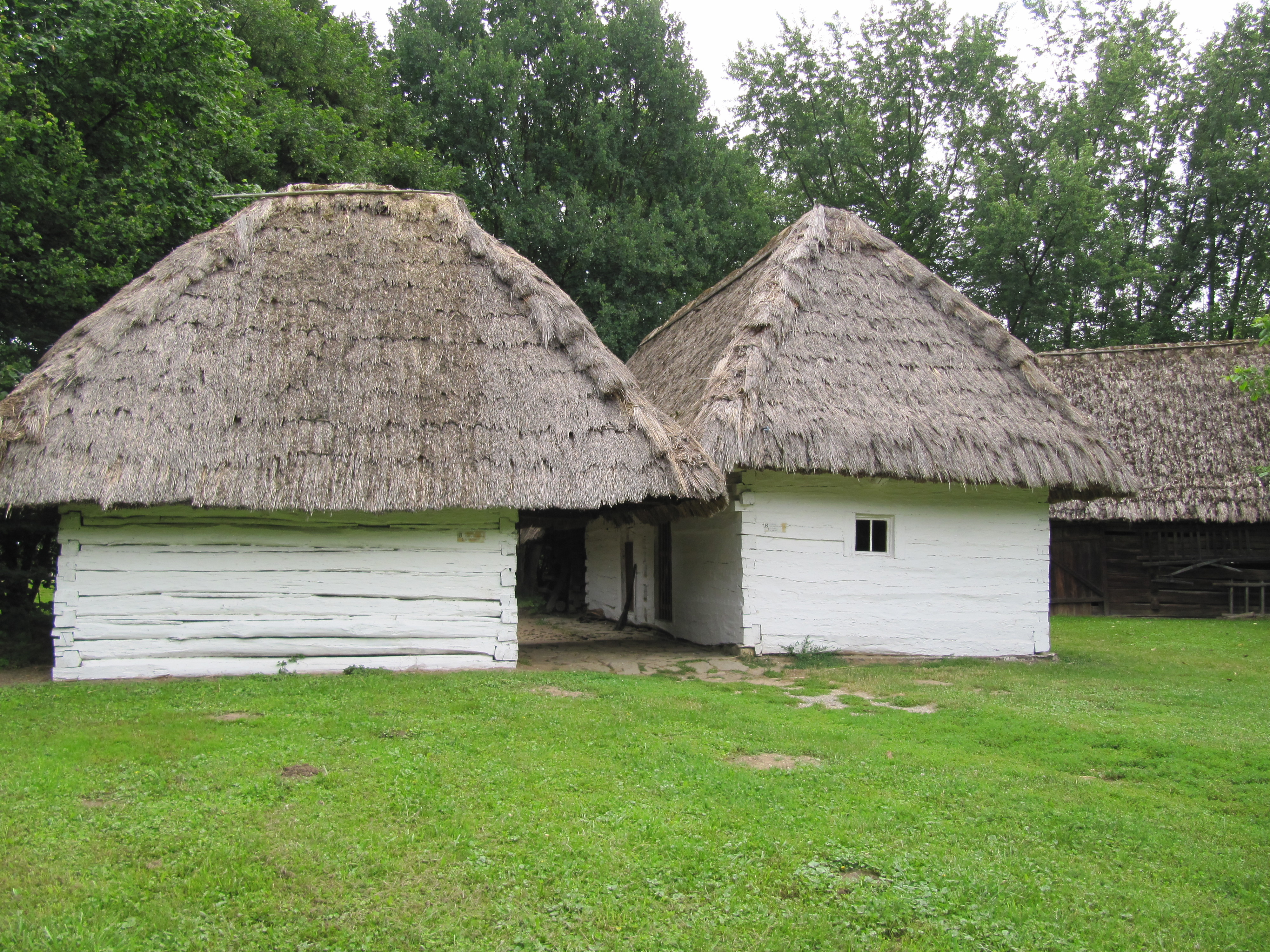
Tradiční kopaničářská architektura v Muzeu vesnice jihovýchodní Moravy ve Strážnici

Ve Starém Hrozenkově se každoročně koná folklórní přehlídka Kopaničářské slavnosti. V červnu probíhá festival dechových hudeb a začátkem září se konají tradiční dožínky s krojovaným průvodem a hody spojené s prodejem tradičních kopaničářských výrobků.
Někdy se označení Kopanice používá i pro obce Březová a Strání z důvodu tamního kopaničářského nářečí a dalších kulturních prvků.

## Vymezení Moravských Kopanic
- „Hrozenkovské Kopanice“ – Starý Hrozenkov jako centrum a okolní rozptýlené obce – Vápenice, Žítková, Vyškovec a obvykle i Lopeník.

- V širším smyslu i další dvě příhraniční obce Březová a Strání. Takto vymezené Kopanice mají tři centra ve Starém Hrozenkově, Březové a Strání.

- Dříve se pod pojem Kopanice zahrnovalo i Horňácko ale na počátku 20. století bylo pro svoji kulturní svébytnost vyčleněno jako samostatná národopisná podoblast Slovácka.

## Dějiny
Hrozenkovské Kopanice byly výrazněji osídleny v historicky nedávné době. Nejstarší obcí je Starý Hrozenkov, který byl založen již ve středověku. Až teprve v druhé polovině 18. století dochází k tzv. kopaničářské kolonizaci. V té době přicházejí z Uher první osadníci, kteří osídlují okolní kopcovitou krajinu. Jednalo se především o Slováky. Část z nich byli zběhlí bezzemci a také kočovní pastevci. Tehdy vznikají Vápenice, Žítková, Vyškovec a Lopeník. Nejedná se o obvyklé obce, ale víceméně o shluk samot a osad. Usedlosti jsou zde od sebe vzdáleny nezřídka několik stovek metrů i několik kilometrů.
Březová a Strání existují od středověku a mají ucelenou zástavbu.
„Správné“ Kopanice zahrnují pouze obce Vápenice, Žítkovou a Vyškovec, které byly v minulosti součástí Starého Hrozenkova, dále Lopeník dříve patřící Březové.
Avšak obyvatelé slováckého Dolňácka nazývali termínem Kopaničáři všechny své sousedy, mluvící uherskou slovenštinou, ale žijící na moravském území. Název Kopanice tak zahrnoval území včetně Strání a Horňácka. Kopaničářské nářečí je velmi blízké slovenštině. Kopaničáři se stýkali více s uherskými Slováky než s Moravany. Za účelem obchodu navštěvovali spíše slovenská města než města moravská. Hrozenkovjané měli svoji spádovostí blízko do Trenčína a Straňané do Nového Mesta. Navíc Hrozenkovsko v minulosti osídlili přistěhovalci z Uher.
Kopaničáři se od obyvatel ostatních částí Slovácka lišili nejen nářečím, ale i smýšlením. Jak uvádějí národopisní badatelé, např. František Bartoš, v 19. století se Kopaničáři vědomě oddělovali od ostatních obyvatel Slovácka a nazývali je „Moravčíky“. Hranice mezi Dolňáckem a Kopanicemi v té době zároveň tvořila faktickou zřetelnou etnickou hranici mezi Moravany a Slováky. [zdroj?]
Jednotlivé skupiny Kopaničářů se lišily hodně i mezi sebou – nářečím, krojem, kulturou. Navzájem se totiž téměř nestýkali. Proto se kopaničářské nářečí straňanské odlišuje od březovského a hrozenkovské se liší od obou.